# Шишкин, Евгений Анатольевич
Евге́ний Анато́льевич Ши́шкин (род. 13 августа 1973 года, Челябинск, Челябинская область, РСФСР, СССР) — российский хоккеист.

## Биография
Воспитанник челябинской хоккейной школы, где в 1989 году начал играть за «Металлург», а в следующем сезоне перешёл в выступавший в высшей лиге чемпионата СССР «Трактор», где в основном был в запасе.
В 1992—1994 годах играл за клубы высшей лиги чемпионата России — кирово-чепецкую «Олимпию», «Амурсталь» Комсомольск-на-Амуре, и вновь за свою первую команду, получившую название «Мечел». В сезоне 1996/1997 «Мечел» стал победителем дивизиона «Восток» высшей лиги, что позволило клубу перейти в Суперлигу.
В 1999 году перешёл в состав новоуральского «Кедра», по ходу сезона приглашался на игры в составе «Трактора». Завершил карьеру в клубе второй лиги «Сталь» из челябинского городка Аша.